# Faculté libre de théologie évangélique de Vaux-sur-Seine
La Faculté libre de théologie évangélique (FLTE) est un institut de théologie évangélique interconfessionnel, fondé en 1965 à Vaux-sur-Seine, en France. L'école offre des formations de théologie évangélique.

## Histoire
L’école est fondée en 1965 par l’Association des Églises de professants des pays francophones ,,.
Henri Blocher a eu un impact considérable dans le développement de la faculté.
Dès 1965, une bibliothèque a été crée sur place. Elle compte aujourd’hui environ 29 000 documents et plusieurs centaines de titres de revues, principalement en français.
Depuis 2022, le FLTE a un projet de construction d’un nouveau bâtiment qui doit accueillir des salles de cours ainsi que la bibliothèque.
La FLTE a formée près de 1300 étudiants depuis sa fondation.

## Programmes
L’école offre des programmes en théologie évangélique, dont la licence, le master et le doctorat,.

## Partenaires
L’école est interconfessionnelle et a ainsi diverses confessions évangéliques partenaires.

## Doyens
- Depuis 2024 : Cédric Eugène[11]
- De 2016 à 2023 : Christophe Paya[11],[12]
- De 2007 à 2016 : Jacques Buchhold[12]

## Anciens élèves
- Michel Petrossian (2002-2004), compositeur
- Erwan Cloarec, pasteur baptiste, président du Conseil national des évangéliques
- Étienne Lhermenault, pasteur baptiste, directeur de l'Institut biblique de Nogent, ancien président du Conseil national des évangéliques
- Lydia Jaeger, professeur et directrice des études à l'Institut biblique de Nogent